# Misha (anime)
Koguma no Misha (こぐまのミーシャ, conhecido em Portugal como O Pequeno Urso Misha) é uma série anime produzida por Nippon Animation e emitida originalmente no Japão entre 1979 e 1980.[carece de fontes?] Dos mesmos estúdios da Nippon Animation em Tóquio que também lançaram várias outras séries de animes dos anos setenta e dos anos oitenta, tais como Heidi, Vickie, o Viking, O Cão de Flandres, Abelha Maia, Marco, Jacky, O Urso de Tallac, Ana dos Cabelos Ruivos, Bana e Flapi, As Aventuras de Tom Sawyer e Alice no País das Maravilhas.
Em Portugal a série estreou em 1981 no canal RTP com dobragem portuguesa. Mais tarde foi editada para DVD pelas distribuidoras New Age Entertainment e Play Entertainment com outra dobragem.

## Enredo
Se tratando de um personagem principal, o urso-pardo Misha (Миша), criado pelo ilustrador soviético Viktor Chizhikov como mascote dos Jogos Olímpicos de Verão de 1980, a série narra, ao longo dos 26 episódios em média de uma hora de duração cada um, as aventuras de uma família de ursos antropomórficos (composta pelo próprio Misha e por seus pais) que abandona a cidade grande para viver em Himadabeya, uma aldeia remota de 99 habitantes que leva três anos isolados do resto do mundo após o colapso da ponte ferroviária. Em Himadabeya, Misha tratará de se adaptar a um novo estilo de vida, em contacto direto com a natureza, e de fazer novas amizades.

## Personagens principais
- Mikhail Misha Potapich: É o protagonista e sobre sua figura que gira grande parte da narração. Se trata de um pequeno urso-pardo que vive com seus pais e com o povoado de Himadabeya.
- Natasha: É a ursa que se torna a melhor amiga de Misha quando ele chega em Himadabeya.
- Mãe de Misha e Pai de Misha: São os pais do protagonista, que decidem abandonar sua vida na cidade grande para ir com o filho para a pequena cidade de Himadabeya, onde o pai busca se estabelecer a sua família e exercer a sua profissão como jornalista. Sua chegada é bem recebida por todos os vizinhos, exceto pelo ferreiro Tiger.
- Tiger: É um tigre antropomórfico que trabalha como ferreiro na pequena cidade de Himadabeya. Desde a chegada da nova família, Tiger, com medo de uma possível influência pelo poder do pai de Misha, torna-se o antagonista da história para suas maquinações e expulsar os novos residentes.

## Equipe técnica
- Produção executiva: Kōichi Motohashi
- Criação original e planificação: Shoji Sato
- Direção: Yoshimichi Nitta
- Guião: Akira Nakahara, Kouichi Minade, Ryōzō Nakanishi, Shun'ichi Yukimuro, Yoshiaki Yoshida, Takamori Mao
- Música: Shunsuke Kikuchi
- Desenho dos personagens: Viktor Chizhikov (Misha), Isamu Kumata
- Direção de animação: Sadayoshi Tominaga
- Direção artística: Akira Furutani
- Direção de fotografia: Toru Ogiwara
- Montaje: Masuo Warita, Takeshi Seyama, Hidetoshi Katono
- Ajudante de direção: Katsuyuki Ohtaki
- Direção de produção: Yoshio Kato
- Storyboard: Yoshie Nitta, Hiroshi Yoshida
- Produção: Nippon Animation, TV Asahi Corporation

## Banda sonora
Os temas principais da série tanto de abertura como de encerramento (Canção de ninar da Natasha), foram originalmente compostas por Fumiko Sawada (música), Yoko Agi (letras) e Motoki Funayama (arranjos), e editados por RCA Records. A versão portuguesa da abertura foi interpretada pelo Coro Infantil da TAP, e o encerramento foi interpretado pelo Coro Infantil do Clube Tap. A música era a do original japonês, com letra traduzida a partir da adaptação espanhola.

## Títulos da série em outros idiomas
A série foi emitida em vários países, nos seguintes idiomas:
- Japonês: こぐまのミーシャ
- Espanhol: El osito Misha
- Francês: Misha
- Italiano: L'orsetto Mysha
- Árabe: دوبة , القرية الأليفة

## Dobragem Portuguesa
- Misha - Fernanda Figueiredo
- Natasha - Carmen Santos
- Pai do Misha - João Lourenço
- Mãe do Misha - Irene Cruz
- Chefe da Aldeia - Manuel Cavaco